# فيلفورد
فيلفورد (بالهولندية: ˈvɪlvoːrdə)، (بالفرنسية: Vilvoorde)‏، هي بلدية بلجيكية في مقاطعة برابانت فلاماند بالإقليم الفلامندي. تتكون البلدية من مدينة فيلفورد الرئيسية مع حييها النائيين كونينغسلو وهوتيم وبلدة بيوتي الصغيرة. يلقب سكان فيلفورد بأكلة الخيول لأن لحم الحصان هو الطعام المفضل في فيلفورد.
اللغة الرسمية في فيلفورد هي الهولندية. هناك أقلية ناطقة بالفرنسية تبلغ حوالي 33.7٪، تتركز بشكل خاص في حي كونينغسلو وبوفال القريب من بروكسل، يمثل الأقلية الناطقة بالفرنسية 3 أعضاء في المجلس المحلي المؤلف من 33 مقعدًا. المدينة هي أيضًا موطن لأقلية إسبانية كبيرة. في وسط المدينة يحمل 1 من كل 10 سكان الجنسية الإسبانية ونسبة البلجيكيين ذوي الأصول الإسبانية أكبر. هاجر معظمهم بعد الحرب العالمية الثانية، من بينيارويا-بويبلونييفو في الأندلس. هناك أيضًا جالية مغربية كبيرة والعديد من الجاليات الأصغر من المهاجرين الجدد بما في ذلك الأتراك والمقدونيين والبرتغاليين.
من عام 2000 حتى 1 أغسطس 2007، كان عمدة فيلفورد هو رئيس الوزراء البلجيكي السابق جان-لوك ديهاين. رئيس البلدية منذ عام 2013 هو هانز بونتي، وهو أيضًا عضو في مجلس النواب الفيدرالي.

## وصلات خارجية
- فيلفورد